# Lonomia
Lonomia es un género de lepidóptero ditrisio de la familia Saturniidae cuyas orugas se conocen vulgarmente como taturanas, tataranas (del guaraní "tata": fuego y "rana": semejante), churruscos, hipas o  marandovás. Se distribuyen por el Neotrópico (región tropical del continente americano).

## Toxicidad
Las orugas de este género poseen pelos tóxicos altamente peligrosos. Hay algunas especies con poderosos venenos, como Lonomia obliqua, conocidas como "taturanas asesinas", que pueden provocar trastornos de la coagulación sanguínea, provocando hemorragias, moretones, dolores de cabeza, malestar general, insuficiencia renal y hasta llevar a la muerte.
En los estados del sur de Brasil, entre 1989 y 2003, se produjeron 2.067 pacientes que sufrieron accidentes con orugas de la especie Lonomia obliqua, varios de estos resultando en la muerte. Las provincias argentinas de Misiones y Santa Fe (Rosario) también registraron algunos casos producidos por estas orugas. Se han informado de algunos accidentes por orugas del género Lonomia en Colombia, Perú, Guayana Francesa y Paraguay. En Venezuela se han reportado casos con orugas de Lonomia achelous.
Investigaciones de la Escuela Superior de Agricultura Luiz de Queiroz (ESALQ), dependiente de la Universidad de São Paulo, indican que la proliferación de estas se debe al hecho de que varios predadores naturales hayan desaparecido con la devastación del ambiente natural. De esta forma, las taturanas, que antes se alimentaban de las hojas del pimentero brasileño o del cedro, pasaron a alimentarse de las hojas de otros árboles, disminuyendo así la distancia del hábitat humano y aumentando la incidencia de accidentes.

## Antídoto
El único remedio eficiente para accidentes con la  Lonomia es el suero antilonómico, hecho a partir de las cerdas por el Instituto Butantan, en Brasil.

## Predadores naturales
El estudio de la Universidad de São Paulo descubrió que el principal predador de la Lonomia obliqua es una mosca de la familia Tachinidae, que deposita cinco o seis huevos en la taturana. Al nacer, las larvas se alimentan de su cuerpo.
Una avispa de la familia Ichneumonidae hace lo mismo, aunque deposite solo un huevo.
El virus de loobMNPV es nocivo solo para la Lonomia obliqua, que se queda con movimientos lentos y apariencia amarillenta.
Un gusano nematodo de la familia Mermithidae también fue identificado como predador, además de un heteróptero de la familia Pentatomidae que consigue succionar los fluidos de la oruga.
No se han identificado ningún ave o mamífero que actúe como enemigo natural, lo que justificaría la existencia de los pelos venenosos.

## Especies
- Lonomia achelous (Cramer, 1777) — Bolivia, Venezuela, Colombia, Ecuador, Guyana Francesa, Brasil, Perú, Surinam.
- Lonomia beneluzi Lemaire, 2002 — Guyana Francesa.
- Lonomia camox Lemaire, 1972 — Venezuela, Guyana Francesa, Surinam.
- Lonomia columbiana Lemaire, 1972 — Costa Rica, Panamá, Colombia.
- Lonomia descimoni Lemaire, 1972 — Bolivia, Colombia, Ecuador, Guyana Francesa, Perú, Surinam, Brasil.
- Lonomia diabolus Draudt, 1929 — Brasil, Guyana Francesa.
- Lonomia electra Druce, 1886 — Norte de América Central.
- Lonomia francescae L. Racheli, 2005 — Ecuador.
- Lonomia frankae Meister, Naumann, Brosch & Wenczel, 2005 — Perú.
- Lonomia obliqua Walker, 1855 — Argentina, Brasil, Colombia, Paraguay, Uruguay, .
- Lonomia pseudobliqua Lemaire, 1973 — Bolivia, Colombia, Ecuador, Venezuela, Perú.
- Lonomia rufescens Lemaire, 1972 — Nicaragua, Costa Rica, Panamá, Colombia, Perú.
- Lonomia serranoi Lemaire, 2002 — El Salvador.
- Lonomia venezuelensis Lemaire, 1972 — Venezuela.